# Crinitzberg
Crinitzberg är en kommun i Landkreis Zwickau i förbundslandet Sachsen i Tyskland. Kommunen har cirka 1 800 invånare.
Kommunen ingår i förvaltningsområdet Kirchberg tillsammans med kommunerna Hartmannsdorf bei Kirchberg, Hirschfeld och Kirchberg.